# Team FixIT.no/Saison 2016
Dieser Artikel listet Erfolge und Fahrer des Radsportteams FixIT.no in der Saison 2016 auf.

## Erfolge in der UCI Europe Tour
| Datum  | Rennen                             | Kat. | Sieger            |
| ------ | ---------------------------------- | ---- | ----------------- |
| 3. Mai | 4. Etappe Carpathian Couriers Race | 2.2U | Ken Levi Eikeland |

## Abgänge – Zugänge
| Zugänge                 | Team 2015         | Abgänge             | Team 2016            |
| ----------------------- | ----------------- | ------------------- | -------------------- |
| Ken Levi Eikeland       | Neoprofi          | Marius Håfsas       | Team Ringeriks-Kraft |
| Kristoffer Madsen       | Neoprofi          | Even Rege           | Team Coop-Øster Hus  |
| Bjørnar Øverland        | Neoprofi          | Filip Eidsheim      | Karriereende         |
| Andreas Skæjlo Jacobsen | Neoprofi          | Torstein Stekkenes  | Unbekannt            |
| Jon Soeveras Breivold   | Team Frøy Bianchi | Ole Andre Austevoll | Team Coop-Øster Hus  |

## Mannschaft
| Teamkader 2016          | Teamkader 2016     | Teamkader 2016 | Teamkader 2016              |
| Name                    | Geburtsdatum       | Land           | Vorheriges Team             |
| ----------------------- | ------------------ | -------------- | --------------------------- |
| Adrian Gjølberg         | 23. Februar 1989   | Norwegen       | Joker Merida (2013)         |
| Andreas Skæjlo Jacobsen | 16. Juli 1996      | Norwegen       |                             |
| Åsmund Romstad Løvik    | 1. Mai 1989        | Norwegen       | Motiv3 (2014)               |
| Bjørnar Øverland        | 19. August 1995    | Norwegen       | Bergen CK (2015)            |
| Henrik Sandal           | 30. Juli 1995      | Norwegen       |                             |
| Jan William Jensen      | 9. Februar 1994    | Norwegen       |                             |
| Jon Sæverås Breivold    | 19. Februar 1995   | Norwegen       | Frøy Bianchi (2015)         |
| Ken-Levi Eikeland       | 9. Oktober 1994    | Norwegen       |                             |
| Kristoffer Madsen       | 6. Juni 1996       | Norwegen       |                             |
| Sindre Eid Hermansen    | 17. September 1993 | Norwegen       | Ringeriks-Kraft Look (2013) |
|                         |                    |                |                             |
| Quelle: ProCyclingStats |                    |                |                             |